# Karem Achach
Karem Faride Achach Ramírez (Mérida, 25 de fevereiro de 1991) é uma atleta mexicana especializada em nado sincronizado. Fez parte da delegação mexicana nos Jogos Olímpicos de 2016. Compete no dueto com Nuria Diosdado.
Iniciou quando era menina suas práticas desportivas no estádio Salvador Alvarado, em Mérida, Yucatán ao sul do Mexico. Depois de praticar diversos desportos, decidiu treinar para converter-se numa atleta de nado sincronizado. Seus treinadores são Adriana Loftus, Alberto Calderón e Anna Tarres. Estudou Administração de Negócios na Universidade Anáhuac do Sul.

## Carreira desportiva
Nos Jogos Centro-Americanos e do Caribe de 2014 ocorridos em Veracruz, em 2014, Achach y Diosdado obtiveram medalhas de ouro na rotina técnica individual, rotina livre individual, rotina técnica em dueto e rotina livre em dueto; além das rotinas livre, técnica e combinação livre por equipas.
Nos Jogos Pan-Americanos de 2015, celebrados em Toronto, Achach e Diosdado obtiveram medalha de prata, no que o México voltou a obter uma medalha no nado sincronizado em Jogos Pan-Americanos 16 anos depois. Ambas competiram no Campeonato Mundial de Natação ocorrido em Cazã, em onde obtiveram décimo lugar. No Aberto da França de nado sincronizado em 2016, o dueto obteve medalha de bronze. Obteve sua qualificação a Rio 2016 com Diosdado no pré-olímpico de nado sincronizado celebrado no Rio de Janeiro, em 2015.

## Prêmios e reconhecimentos
- 2014 – Prêmio Estatal do Desporto IMSS